# Г
Г, г («ге») — літера кириличної абетки. Вона є в усіх абетках, створених на слов'яно-кириличній основі, у тому числі в українській абетці.
В українській мові ця літера передає приголосний [ɦ] (МФА).

## Історія
Походить від літери  («глаголь») старослов'янської кириличної абетки, у якій утворена від грецько-візантійської літери Γ, γ («гамма»). У глаголиці мала накреслення . У кириличній буквеній цифірі числове значення — «3», у глаголичній — «4».
Назва літери «глаголь» походить від староцерк.-слов. глаголи («говори», «кажи») або глаголъ («слово»).
У староукраїнській графіці означала фарингальний задньоязиковий [ħ], а в складі диграфа кг передавала вибуховий [ɡ] в іншомовних словах (кгвалтъ, кганокъ, паракграфъ).
У зв'язку з наявністю різних писем, шкіл і типів письма (устав, півустав, скоропис) «Г» вживалося у кількох варіантах, що допомагає визначити час і місце написання пам'яток.
У XVI столітті, крім рукописної, з'явилася друкована форма літери.

## В українській мові
У сучасній українській мові цією літерою позначають фарингальний щілинний дзвінкий приголосний (голова, гарно, геть, гнів). Позначає дзвінкий гортанний фрикативний [ɦˠ] або дзвінкий м'якопіднебінний фрикативний [ɣ].
Тільки в словах легкий, вогкий, нігті, кігті, дігтяр «г» знеголошується й може оглушуватися до звука [ħ] ([лехкий], [вохкий], [к'іхт'і], [н'іхт'і], [діхт'ар]).
В абсолютному кінці слова дзвінкість зберігається (біг, сніг), як і в решті слів перед глухими (мигтіти, пругкий).

### У запозиченнях
У словах іншомовного походження українська «г» може представляти різні звуки, це пов'язане не тільки з фонетикою мови-джерела, але й зі шляхами запозичення, а також традиціями правопису.
- Звук [g] — у всіх випадках. У чинному правописі паралельно з «г» цій функції вживають також «ґ», деякі проєкти правопису приписують передавати [g] виключно літерою «ґ».
- Звук [h] — у традиційному написанні низки слів (Гітлер, Робін Гуд, Гулль), а також у деяких проєктах правопису. У чинному правописі паралельно вживають також літеру «х» (хайль, хакер, хобі, хокей, хот-дог);
- Звук [ɣ] — на місці грецької γ (біологія, гамма, граматика), а також іспанської літери «g» (Че Гевара).
- Густий придих на початку слів у грецизмах (Геракл, гіпотеза, Гомер, гомологія). У грецьких словах, запозичених прямо з новогрецької або через церковнослов'янську мову, придих не передають (Іраклій, історія, омонім);
- Звук ɦ (Гаага, Гарлем)

Докладніше див. розділ Проблема «Г» і «Ґ»
Див. також Український правопис

## В інших кириличних писемностях

Літера — Г

### Слов'янські мови
- У білоруській мові передає дзвінкий м'якопіднебінний фрикативний [ɣ].
- У російській мові означає: 1) дзвінкий м'якопіднебінний проривний [ɡ] (у стані перед голосними й дзвінкими приголосними); 2) глухий м'якопіднебінний проривний [k] (перед глухими приголосними й наприкінці більшості слів); 3) дзвінкий губно-зубний фрикативний [v] (у закінченнях родового відмінка «-его», «-ого», а також у слові сегодня); 4) дзвінкий м'якопіднебінний фрикативний [ɣ] (у словах благо, Бог, Господь, иногда, когда, тогда та наприкінці слів у деяких діалектах).
- У болгарській мові передає дзвінкий м'якопіднебінний проривний [ɡ] (ґ).
- У македонській абетці передає [ɡ]. Див. також «ѓ»
- У сербській кирилиці («вуковиці») передає [ɡ].

### Неслов'янські мови
- У казахській кирилиці «г» позначає [ɡ]; похідна від неї літера «ғ» — звуки [ʁ] і [ɣ]; для передавання схожого звука [h] використовують специфічну кириличну літеру «һ» (великий варіант — «Һ»).
- У киргизькій кирилиці «г» вживають для позначення звуків [ɡ] і [ʁ].
- У молдавській кирилиці передає [ɡ].
- У монгольській кирилиці літерою «г» передають звук [ɡ].
- У румунській кирилиці означала [ɡ]
- У таджикській кирилиці «г» позначає звук [ɡ], похідна від неї літера «ғ» вживається для позначення [ʁ]. Для передавання схожого звука — глухого гортанного фрикативного [h] використовують літеру «ҳ».
- У татарській кирилиці літерою «г» передають звук [ɡ], для передавання схожого звука [h] використовують літеру «һ».

## Інше використання
- Нині використовується також при класифікаційних позначеннях і означає «четвертий»: розділ «г». При цифровій нумерації вживається як додаткова диференційна ознака, коли ряд предметів має такий самий номер: 5-Г клас, будинок 12-Г тощо
- Зображення курсивної малої «г» з двома горизонтальними рисками з 1 березня 2004 року стало офіційним позначенням української гривні.
- Велика Г — скорочене позначення приставки «гіга» у SI (ГБ — «гігабайт»).
- Маленька г — скорочене позначення приставки «гекто» у СІ (га — «гектар»).
- Маленька г — скорочене позначення грама.

## Похідні літери
- Ґ ґ («г» з гачком) — літера для позначення звука [ɡ] в українській, русинській, білоруській (тарашкевиця) абетках та в абетці російського діалекту циганської мови.
- Ѓ ѓ — літера македонської абетки, уживана для позначення дзвінкого твердопіднебінного проривного звука [ɟ] або дзвінкого ясенно-твердопіднебінного африката [d̠͡ʑ].
- Ғ ғ — літера азербайджанської (до 1992 р.), башкирської, казахської, таджицької, узбецької (до 1992) абеток, а також абетки келдерарського діалекту циганської мови. Призначена для позначення звуків [ʁ] і [ɣ], схожих на український [ɦ].

## Проблема «Г» і «Ґ»
Докладніше: Правопис «г» і «ґ»

Після повернення літери «Ґ» до української абетки постало питання розмежування їхніх функцій.

## Таблиця кодів
| Кодування    | Регістр | Десятковий код | 16-ковий код | Вісімковий код | Двійковий код     |
| ------------ | ------- | -------------- | ------------ | -------------- | ----------------- |
| Юнікод       | Велика  | 1043           | 0413         | 002023         | 00000100 00010011 |
| Юнікод       | Мала    | 1075           | 0433         | 002063         | 00000100 00110011 |
| ISO 8859-5   | Велика  | 179            | B3           | 263            | 10110011          |
| ISO 8859-5   | Мала    | 211            | D3           | 323            | 11010011          |
| KOI-8        | Велика  | 231            | E7           | 347            | 11100111          |
| KOI-8        | Мала    | 199            | C7           | 307            | 11000111          |
| Windows-1251 | Велика  | 196            | C3           | 303            | 11000011          |
| Windows-1251 | Мала    | 227            | E3           | 343            | 11100011          |